# Arnaut Algar
Arnaut Algar (fl. XIII secolo) è stato un trovatore occitano, originario forse di Fenouillèdes, attivo nel XV secolo e partecipante ai Jeux floraux tenutisi a Tolosa, probabilmente nel 1454, con una canzone religiosa.
La canzone è composta da cinque strofe di otto endecasillabi e una tornada di quattro, con schema metrico costituito da rime incrociate (compresa la tornada) secondo lo schema ABBA CDDC.
Canso de nostra dona
Los genols flex ez am lo cap encli,

a vos reclam, la Regina plazent,

de tot mon cor, tant cum pueze humilment,

en vos pregan e dizen en aysi:

Verges humils, aysi cum sens tribalh

vos enfantetz, siatz nos en adjutori,

del prex qu'ieus fau a votre consistori,

vostres aymans grandetz de tot trebalh.

Totz homs es sertz, qui vos pregar no falh,

que volontiers auzetz vostres clamans:

donc supplic vos complissetz mos talans;

vulhatz, en breu, abtr'am un gran malh

los infizels, que tant volen malfar,

que veyan leu destruzit lor poder,

en tal partit que no prengan plazer

d'uzar l'arnez, ny de plus guerriar.

TORNADA

Digna de laus ostatz nos, si vos platz,

lo temptz enferm que tans ne fay dolens,

e pueys nos detz de viures largamens

e contra s Turcz victoria ns trametatz.
Le ginocchia flesse col capo clino,

a voi imploro, Regina piacente,

del mio cuore, sì com' posso umilmente,

a voi pregando e dicendo così:

Vergine umile, pur senza travaglio

voi partorite, siateci d'aiuto,

per preci ch'io fo al vostro concistoro,

vostri fedel guardate da ogni male.

Ogn'uom certo è, chi prega voi non falla,

che volentier supplici vostri audite:

or voi io imploro attuate i miei desiri;

vogliate voi un po' abbatter con gran maglio

gli infedeli, che voglion sì malfare,

che vedan ben distrutto lor potere,

in modo tal che non prendan piacere

d'usar l'armi, né mai più guerreggiar.

[...]

Degna di lode, audite, s'a voi piace,

i tempi bui che tanti fa dolenti,

e poi dateci da viver largamente

e contro i Turchi vittoria ne mandate.